# Isle (rzeka)
Isle – rzeka w południowo-zachodniej Francji. Wypływa z Wyżyny Millevaches niedaleko miejscowości Nexon (na południe od Limoges). Przepływa przez następujące departamenty:
- Haute-Vienne
- Dordogne
- Żyronda

Uchodzi do rzeki Dordogne w miejscowości Libourne. Jej największe dopływy to Dronne i Auvézère.